# Cypriotiska museet

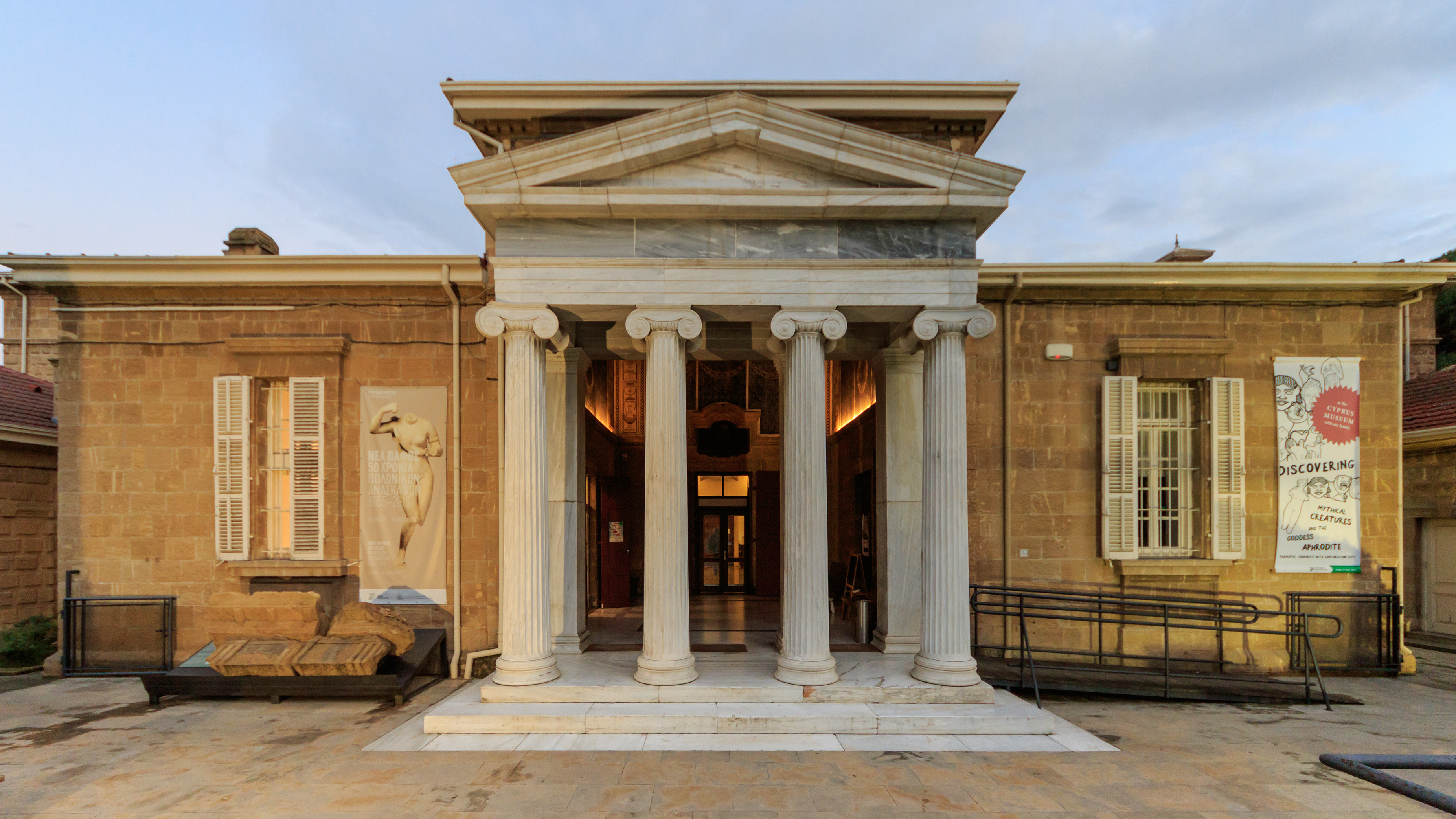
Cypriotiska museet

Cypriotiska museet är ett arkeologiskt museum i centrala Nicosia på Cypern och grundades 1882.
På museet finns den mest omfattande samlingen av cypriotiska antikviteter i världen. Endast artefakter funna på ön ställs ut. På museet finns bland annat föremål från Svenska Cypernexpeditionen som leddes av Einar Gjerstad 1927-1931.
Museets historia är nära kopplad till den moderna arkeologins (och antikvitetsdepartementets) utveckling på Cypern. 

## Galleri

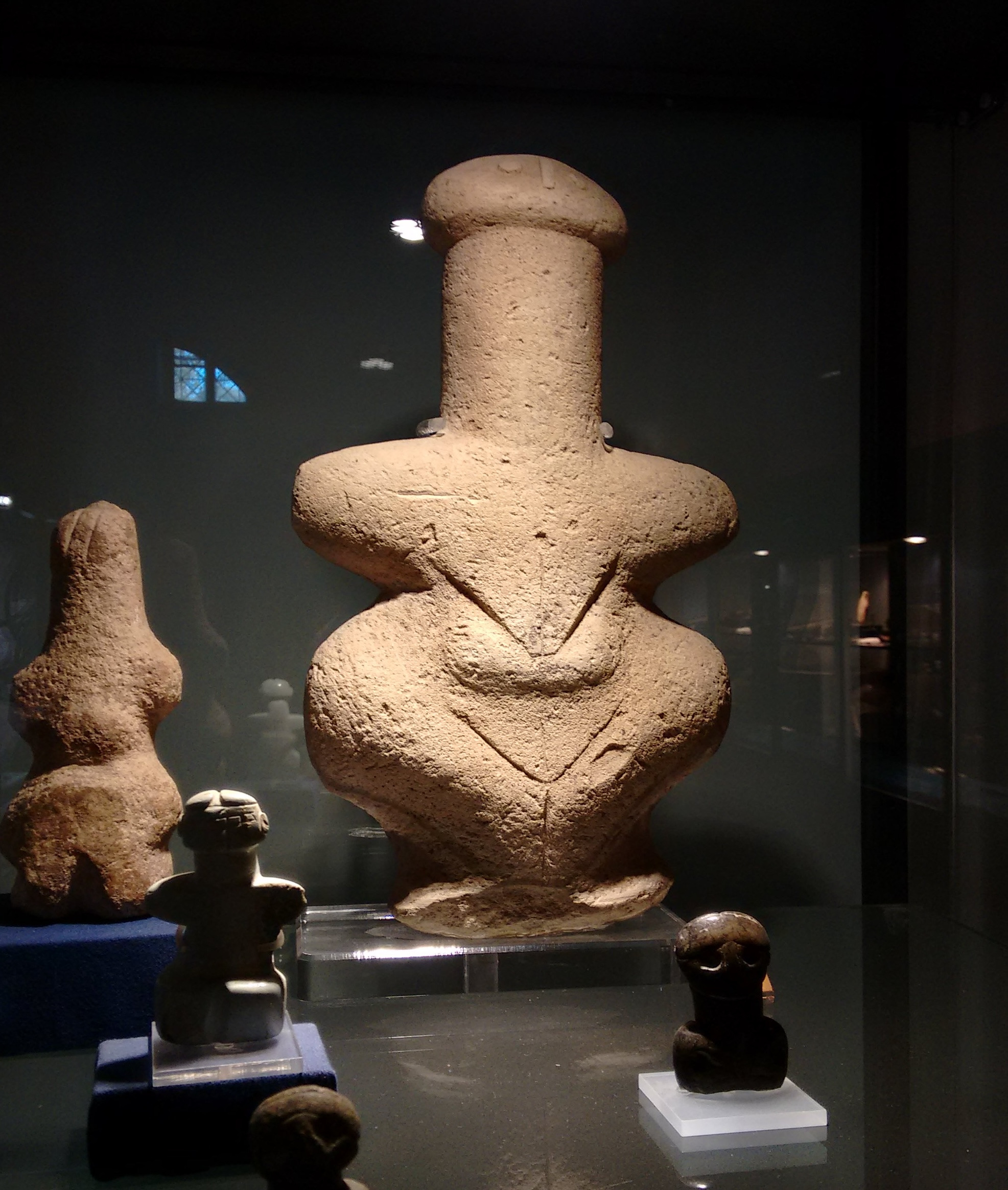
Cypriotiska museet
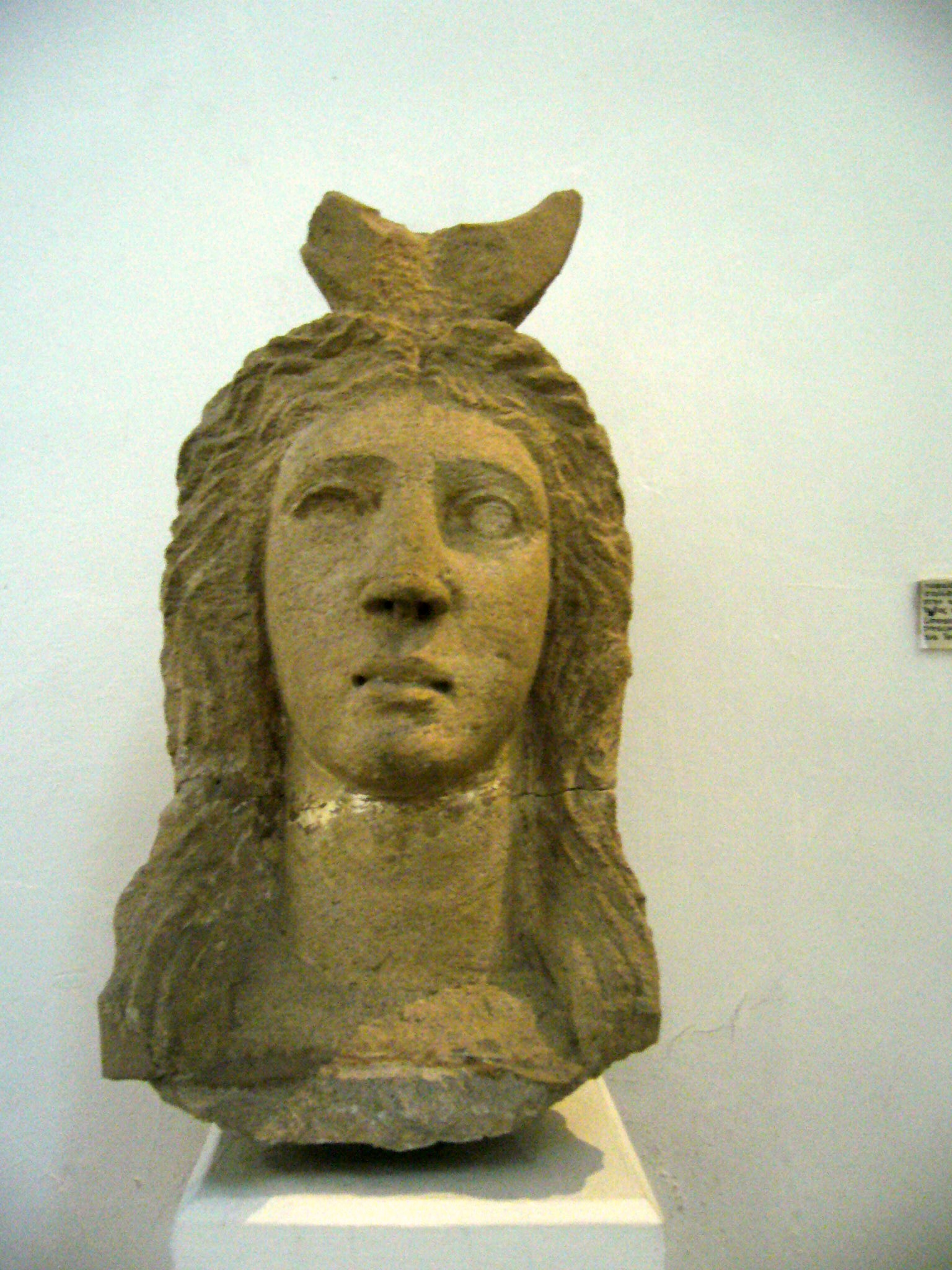
Isis.
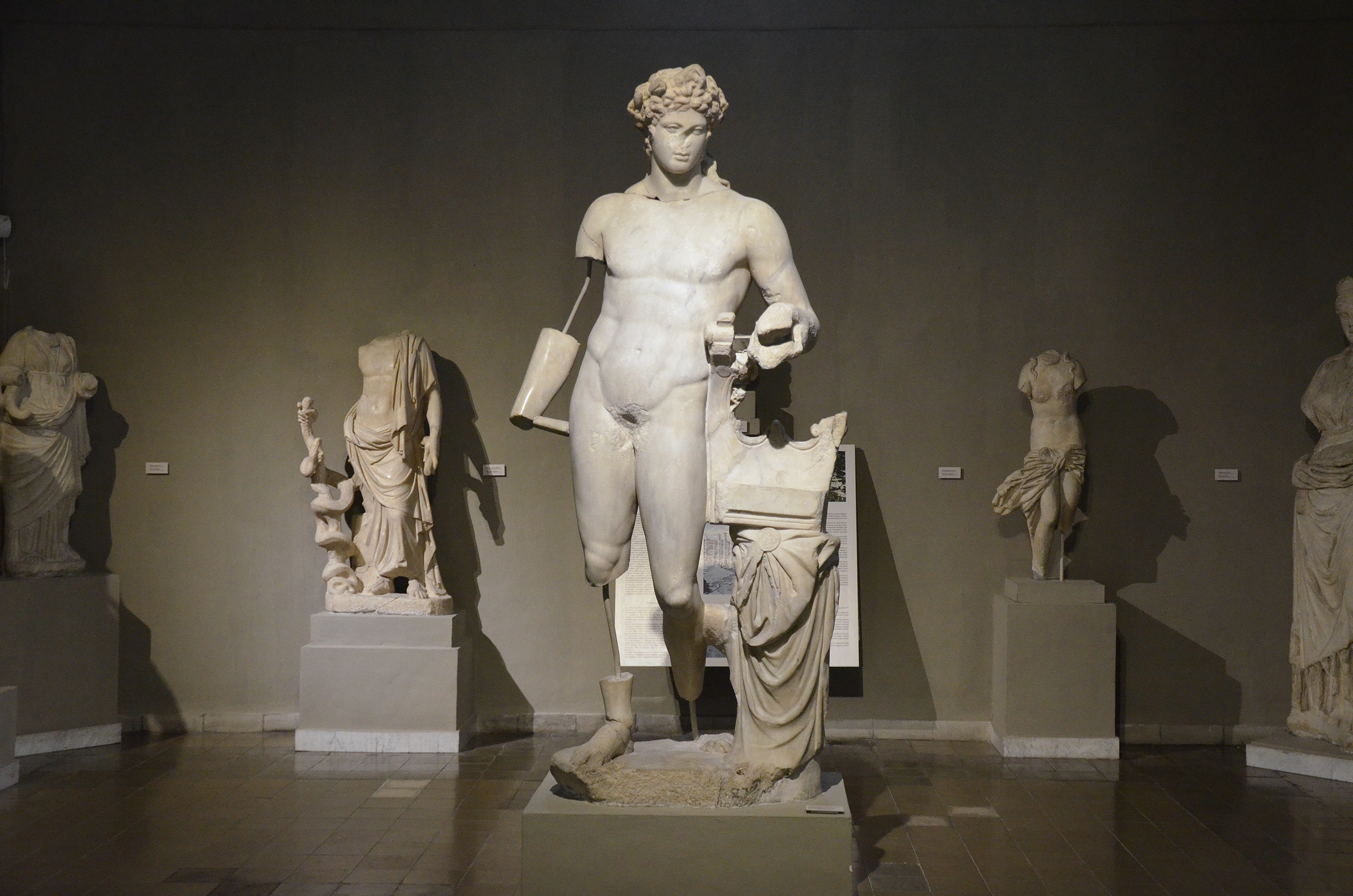
Skulpturer från Gymnasium i Salamis.
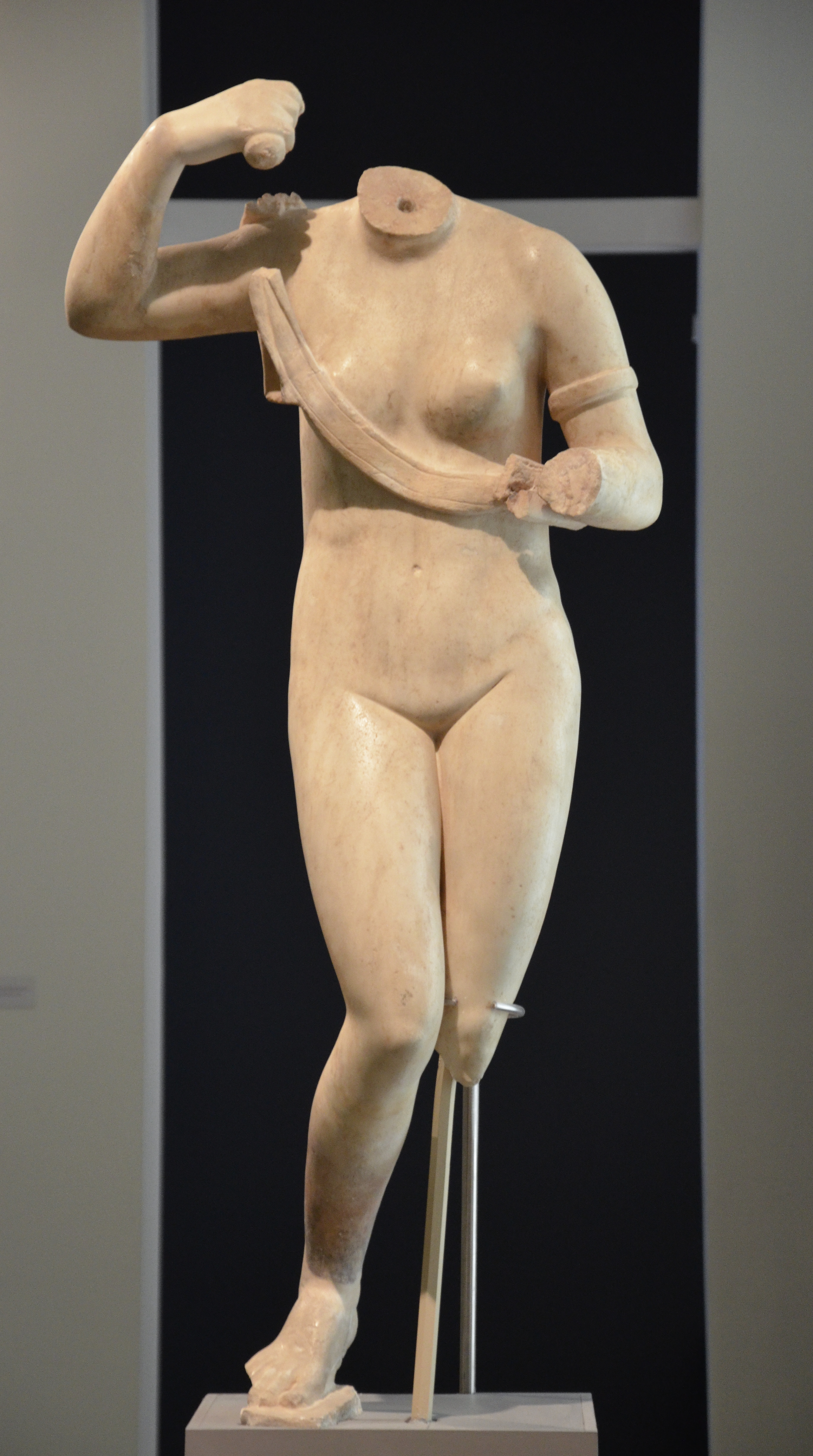
Venus.